# Christa Rossenbach
Christa Rossenbach (* um 1936 in Herne; † 1992) war eine deutsche Schauspielerin und Synchronsprecherin.

## Leben
Die Schwester des Künstlers Gert Rossenbach war überwiegend als Schauspielerin auf der Bühne tätig. So spielte sie beispielsweise 1958/59 am Landestheater Kiel unter der Regie von Hans Christian Rudolph die „Ophelia“ in Shakespeares Hamlet. Weitere Bühnenstationen waren Anfang der 1960er Bochum, in den späten 1960er Jahren das Berliner Schiller-Theater sowie die Ruhrfestspielen in Recklinghausen.
Gelegentlich trat Christa Rossenbach auch in Film- und Fernsehproduktionen auf wie neben Bernhard Minetti in der Serie Colomba, neben Uwe Friedrichsen in Kameraden nach August Strindberg und in Herbert Ballmanns Fernsehfilm Eugenie Marlitt oder Die Gartenlaube mit Cordula Trantow in der Titelrolle.
Daneben arbeitete sie umfangreich als Sprecherin für Hörspiel und Synchron. So sprach sie die „Wyoming Knott“ in Heinz Dieter Köhler vierteiliger WDR-Produktion von Robert A. Heinleins Revolte auf Luna. Als Synchronsprecherin lieh ihre Stimme unter anderem Kate Nelligan als „Mercedes“ in Der Graf von Monte Christo mit Richard Chamberlain in der Hauptrolle und Susan Howard in der Krimiserie Petrocelli.
Christa Rossenbach war mit dem Schauspielkollegen Walter Riss verheiratet. Der gemeinsame Sohn Peter Benedict ist ebenfalls Schauspieler geworden.

## Filmografie (Auswahl)
- 1969: Tagebuch eines Frauenmörders
- 1970: Begegnungen auf dem Parnass
- 1972: Das Kurheim
- 1975: Colomba
- 1975: Abschiedsparty
- 1976: Direktion City – Die Unvollendete
- 1981: Kameraden
- 1982: Eugenie Marlitt oder Die Gartenlaube

## Hörspiele (Auswahl)
- 1969: Der freundliche Herr Bengari, RIAS.
- 1971: Der geheime Privatrat, WDR.
- 1972: Revolte auf Luna, WDR.
- 1974: Kein Orpheus für die Unterwelt, RIAS.
- 1974: Die Massen von Hsunhi, WDR.
- 1974: Kalt angerichtet, SFB.
- 1974: Gemeinplatz, HR.
- 1975: Die Frau und anderes, RIAS.
- 1975: Das Schweigen des Ezra Pound, RIAS.
- 1975: Ich und ihr, die ich mal war, SFB.
- 1975: Macht über Leben und Tod, WDR.
- 1976: Alltag im Paradies, SFB.
- 1976: Zerbriggen, SWF.
- 1976: Die Bienenkönige, SDR.
- 1976: Trotzki in Coyoacan, RIAS.
- 1979: Televisionsfriede, RIAS.
- 1979: Der Teufel mit den drei goldenen Haaren, SWF.
- 1980: Der Mann aus Granada, SDR.
- 1981: Schießbefehl, HR.
- 1982: Die griechische Kassette, RIAS.